# Lepinia taitensis
Lepinia taitensis är en oleanderväxtart som beskrevs av Joseph Decaisne. Lepinia taitensis ingår i släktet Lepinia och familjen oleanderväxter. Inga underarter finns listade i Catalogue of Life.